# لاوفاخ
لاوفاخ (به آلمانی: Laufach) یک شهر در آلمان است که در آشافنبورگ واقع شده‌است. لاوفاخ ۵٬۲۷۷ نفر جمعیت دارد.